# Stenocercus modestus
Stenocercus modestus är en ödleart som beskrevs av  Johann Jakob von Tschudi 1845. Stenocercus modestus ingår i släktet Stenocercus och familjen Tropiduridae. Inga underarter finns listade i Catalogue of Life.